# Związek Polaków w Armenii „Polonia”
Związek Polaków w Armenii „Polonia” – naczelna organizacja Polonii ormiańskiej, założona w 1995 roku. Siedziba Związku mieści się w Erywaniu. Organizacja skupia ponad 200 oficjalnych członków.

## Historia
ZPwA „Polonia” został założony w 1995 roku dzięki staraniom grupy osób polskiego pochodzenia, mieszkających na stałe w Armenii, chcących stworzyć oficjalną polską wspólnotę. Związek otrzymał status prawny w 1996 roku. Prezesem organizacji od samego początku istnienia po dziś dzień jest Ałła Kuźmińska. W 2008 roku organizacja utworzyła filię w drugim co do wielkości mieście Armenii – Giumri.
Od roku akademickiego 2001/2002 na Erywańskim Państwowym Uniwersytecie Lingwistycznym im. W. J. Brusowa, dzięki staraniom Związku, wprowadzono lektorat języka polskiego jako drugiego języka obcego na kierunku filologia rosyjska dla studentów III – V roku. W celu prowadzenia tych zajęć utworzono tam gabinet im. Adama Mickiewicza. Projekt ten doczekał się kontynuacji: w 2002 roku wprowadzono lektorat języka polskiego także do programu nauczania na Uniwersytecie Państwowym w Erywaniu, gdzie otworzono gabinet im. Jana Kochanowskiego. Studenci z najlepszymi wynikami w nauce otrzymują możliwość wyjazdu do Polski na letnie kursy języka polskiego.
Nieprzerwanie od 2003 roku organizacja wydaje kwartalnik „Póki my żyjemy” w nakładzie 500 egzemplarzy. Redaktorem naczelnym jest Ałła Kuźmińska. W kwartalniku są prezentowane artykuły o historii Polski, życiorysy wybitnych Polaków, polskich tradycjach, przekłady poezji oraz krótkiej prozy, a także relacje z bieżących wydarzeń w „Polonii”. Czasopismo jest wydawane w języku polskim, rosyjskim i ormiańskim.
Organizacja utrzymuje ścisłe kontakty z diasporą ormiańską w Polsce. W 2005 roku „Polonia” ufundowała w Elblągu jako symbol przyjaźni polsko-ormiańskiej chaczkar. Znajduje się ona na dziedzińcu kościoła Miłosierdzia Bożego.

## Działalność
Jako jedyna organizacja polonijna Związek Polaków w Armenii „Polonia” jest członkiem Rady Koordynacyjnej przy Doradcy Prezydenta Republiki Armenii ds. mniejszości narodowych.
„Polonia” zajmuje się wieloaspektową działalnością na rzecz Polaków, osób pochodzenia polskiego mieszkających w Armenii oraz zainteresowanych szeroko rozumianą polskością. Istotnym zadaniem organizacji jest propagowanie polskiej kultury, tradycji, obyczajowości, a także wiedzy o kraju ojczystym wśród lokalnych społeczności. Organizuje zarówno spotkania seniorów (grupa „Klub Seniora”), jak i młodzieży (grupa „Młoda Polonia”).  Przy Związku od 2001 roku działa polonijny chór młodzieżowy „Gwiazdeczka”.
Związek organizuje konkursy, związane z historią, językiem i kulturą polską, pokazy filmowe, obchody tradycyjnych świąt (np. Dzień Kobiet, Andrzejki, Święto Niepodległości), otwarte dla członków i sympatyków organizacji. Zainteresowani mogą także korzystać z biblioteki oraz mediateki, prowadzonej przez organizację.
W siedzibie Związku regularnie odbywają się zajęcia języka polskiego dzieci, młodzieży i dorosłych. Lekcje są prowadzone przez lektorów delegowanych przez Ośrodek Rozwoju Polskiej Edukacji za Granicą.
Działalność Związku jest możliwa dzięki wsparciu ze strony Polski. Fundusze są pozyskiwane ze środków Ministerstwa Spraw Zagranicznych RP, Senatu RP, Fundacji „Pomoc Polakom na Wschodzie”, Stowarzyszenia „Wspólnota Polska” i „Semper Polonia”. Dzięki dotacjom rządu polskiego członkowie organizacji mogą korzystać z oferty szkoleniowej w Polsce: polonijne dzieci przyjeżdżają na letnie kursy języka polskiego, a starsi członkowie „Polonii” podnoszą swoje kwalifikacje, uczestnicząc w różnych warsztatach. Uzyskiwane dofinansowania pozwalają także na organizację obozów w Armenii, mających na celu podniesienie atrakcyjności zajęć języka polskiego, a także poznanie członków innych organizacji polonijnych, działających na terenie Armenii.